# Сукошан
Сукошан је насељено место и седиште општине у Задарској жупанији, Република Хрватска.

## Историја
До територијалне реорганизације у Хрватској налазио се у саставу бивше велике општине Задар.

## Становништво
На попису становништва 2011. године, општина Сукошан је имала 4.583 становника, од чега у самом Сукошану 2.808.

## Попис 1991.
На попису становништва 1991. године, насељено место Сукошан је имало 2.275 становника, следећег националног састава:
| Попис 1991.‍   | Попис 1991.‍  | Попис 1991.‍ | Попис 1991.‍ | Попис 1991.‍ |
| ------------- | ------------ | ----------- | ----------- | ----------- |
|               |              |             |             |             |
| Хрвати        | Хрвати       |             | 2.175       | 95,60%      |
| Срби          | Срби         |             | 33          | 1,45%       |
| Муслимани     | Муслимани    |             | 10          | 0,43%       |
| Албанци       | Албанци      |             | 5           | 0,21%       |
| Југословени   | Југословени  |             | 3           | 0,13%       |
| Мађари        | Мађари       |             | 2           | 0,08%       |
| Македонци     | Македонци    |             | 2           | 0,08%       |
| Словенци      | Словенци     |             | 1           | 0,04%       |
| Чеси          | Чеси         |             | 1           | 0,04%       |
| остали        | остали       |             | 8           | 0,35%       |
| неопредељени  | неопредељени |             | 12          | 0,52%       |
| регион. опр.  | регион. опр. |             | 5           | 0,21%       |
| непознато     | непознато    |             | 18          | 0,79%       |
| укупно: 2.275 |              |             |             |             |